# 雪嶺站
雪嶺站（法語：Station Côte-des-Neiges）位於加拿大魁北克省蒙特利爾市，是蒙特利爾地鐵5號線的車站。

## 外部連結
- （法文）（英文）蒙特利爾交通局：雪嶺站 （页面存档备份，存于）（英文） （页面存档备份，存于）
- （法文）（英文）：雪嶺站 （页面存档备份，存于）（英文） （页面存档备份，存于），含有雪嶺站的資訊、歷史、車站結構與藝術品資料。